# Tiffany & Co.
Tiffany & Co. est une entreprise américaine de joaillerie et d'art de la table, fondée par Charles Lewis Tiffany (père de Louis Comfort Tiffany) et John B. Young le 18 septembre 1837 à New York. 
Tiffany & Co. commercialise aussi divers articles de luxe, de l'horlogerie, des vêtements, de la maroquinerie, des parfums, des lunettes de soleil, des stylos, possède 206 magasins dans le monde, dont 76 magasins aux États-Unis et sept en France. L'entreprise est rachetée en janvier 2021 par le leader mondial du luxe, le groupe français LVMH.

## Historique
En 1837, Charles Lewis Tiffany et John Barnett Young forment la société Tiffany and Young. En 1853, Charles Tiffany rachète les parts de ses partenaires et renomme la société Tiffany & Co.
Vendant à l'origine divers biens de luxe dans le Lower Manhattan, Tiffany s'est spécialisé dans la bijouterie et les diamants en particulier, depuis que Charles Lewis Tiffany, surnommé Le Roi du diamant, a racheté en 1887 des joyaux de la Couronne vendus par la Troisième République française. Au début du XXe siècle, Tiffany & Co. a créé de nombreux modèles de joaillerie dans le style Art déco et Art nouveau.
En 1851, Tiffany & Co. est la première maison de joaillerie américaine à utiliser comme référence de pureté l'argent au 925 millième. Une norme identique applicable au platine a été adoptée à l'échelle nationale par les États-Unis en 1926.
Durant la guerre de Sécession, Tiffany & Co. a obtenu un contrat pour fournir plus de 12 000 sabres pour la cavalerie de l'Union Army. La société a également forgé des sabres de cérémonie durant la même période,,,.
Depuis 1940, le magasin principal de la maison Tiffany se trouve à New York sur la Cinquième Avenue à l'angle de la 57e Rue, avec un café très chic, le Blue Box Coffee (« Café de la Boite Bleue »). Inscrit au Registre national des lieux historiques, c'est un lieu devenu extrêmement touristique surtout depuis le célèbre film de 1961 Breakfast at Tiffany's (Diamants sur canapé), avec Audrey Hepburn.
Le bleu Tiffany est devenu un emblème de la compagnie, présent sur les boites, les emballages, et les catalogues du joaillier publiés depuis 1845.
En juin 2014, la maison Tiffany ouvre un magasin au no 62 avenue des Champs-Élysées, à Paris.
En 2017, Lady Gaga devient la nouvelle ambassadrice de la marque.
En avril 2017, la société a lancé sa collection Tiffany HardWear.
En juillet 2017, la nomination d'Alessandro Bogliolo, un vétéran de Bulgari, au poste de PDG a été annoncée. Sous sa direction, Tiffany & Co. espérait renverser la tendance et capter un public plus jeune.

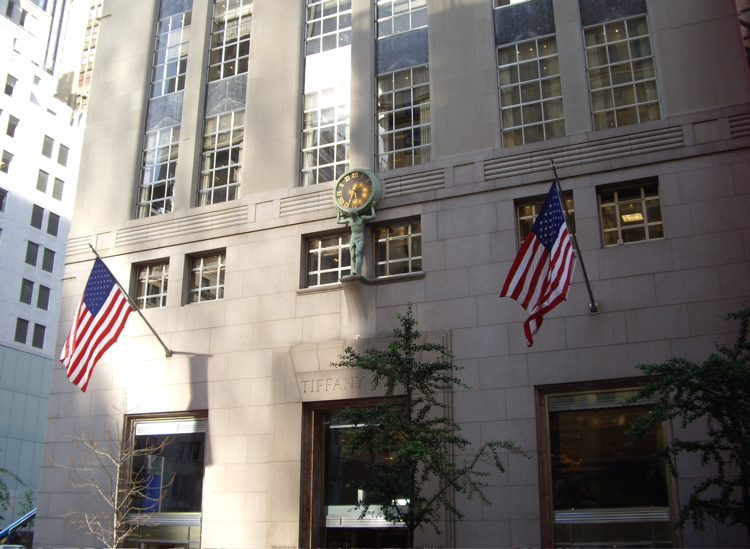
Magasin principal de Tiffany & Co à New York sur la Cinquième Avenue.
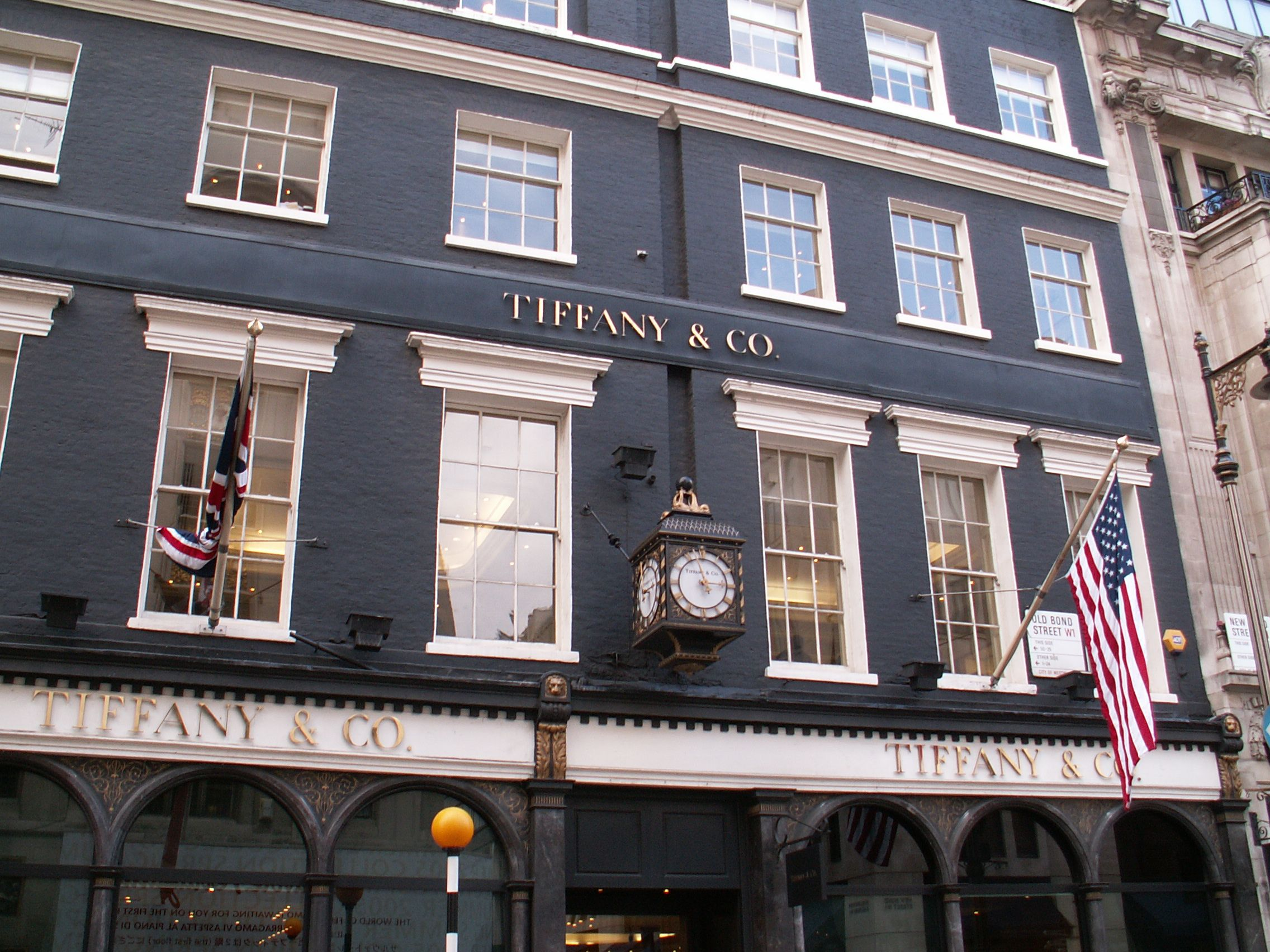
Le magasin Tiffany & Co à Londres sur Bond Street.
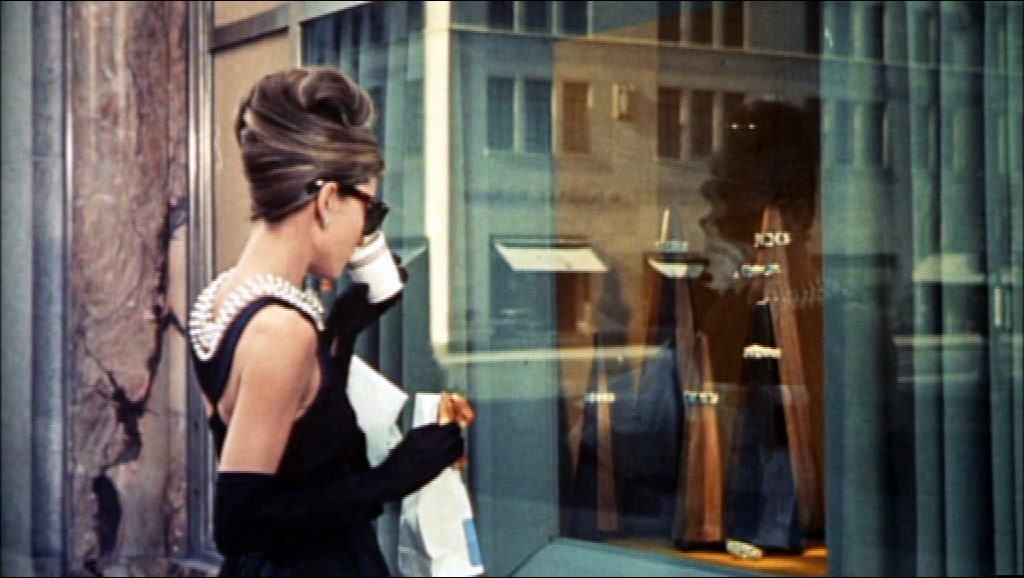
Audrey Hepburn devant la vitrine de Tiffany & Co dans Diamants sur canapé.

### Acquisition par LVMH (2019-2021)
En octobre 2019, LVMH lance une offre d'acquisition sur Tiffany pour 14,5 milliards de dollars. Le 25 novembre 2019, le groupe de luxe français est censé racheter Tiffany pour un montant de 16,2 milliard de dollars.
Finalement, le 9 septembre 2020, LVMH annonce que le rachat est annulé. Bernard Arnault, le patron du groupe, s'appuie notamment sur une missive rédigée par le ministre de l'Europe et des Affaires étrangères français Jean-Yves Le Drian, dans laquelle il lui demande d'annuler l'opération au nom de l'« intérêt national ».
Tiffany annonçait dans la foulée entamer une procédure judiciaire pour obliger LVMH à finaliser la transaction. En octobre 2020, après de nombreuses négociations, l'opération n'est finalement pas abandonnée mais son montant est renégocié de 425 millions de dollars de moins. L'opération fut finalement approuvée par les actionnaires de Tiffany le 30 décembre 2020, et achevée le 7 janvier 2021 pour 15,8 milliards de dollars. Cette intégration ne se fait pas sans heurts ou critique du côté des États-Unis, accumulant les reproches. 
Immédiatement après le rachat, plusieurs dirigeants de Tiffany ont été remplacés par des cadres d'autres secteurs de LVMH : Anthony Ledru comme PDG, Alexandre Arnault pour la marque et les produits, ainsi que Michael Burke,,. Rééditions, nouveaux produits, suppression de plusieurs, la marque se voit bousculée, mais fait finalement une excellente année 2021 principalement sur ses marchés chinois et américains. La boutique phare de la Cinquième Avenue, réalisant 10 % des ventes de la marque, est revue par Peter Marino et rouverte fin 2022.
En 2023, Lauren Santo Domingo est nommée directrice artistique des collections Maison.

## Horlogerie

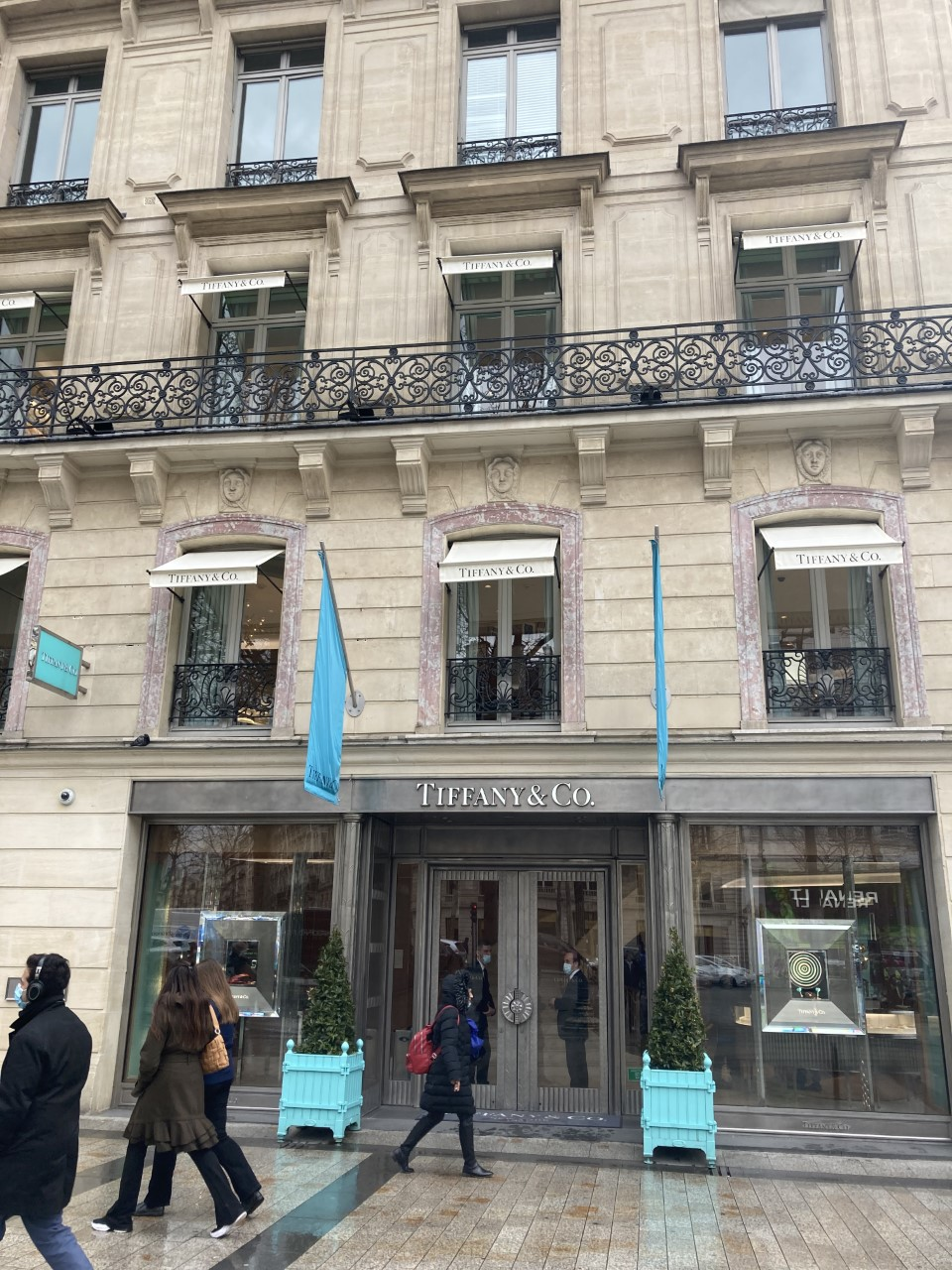
La boutique des Champs-Élysées.

En décembre 2007, Swatch Group et Tiffany & Co ont annoncé une alliance stratégique destinée à optimiser le développement, la production et la distribution des montres Tiffany de haute facture au niveau mondial. Selon cet accord, une société Tiffany Watch Co. Ltd, appartenant totalement au groupe horloger suisse, a été créée en Suisse. Les montres Tiffany sont distribuées de manière sélective au travers des réseaux de détail des deux groupes et de leurs boutiques monomarques respectives. Cette collaboration cesse en septembre 2011.

### Source
- Anne-Marie Rocco, « LVMH impose son rythme à Tiffany », Challenges, no 731,‎ 24 février 2022, p. 56 à 57 (ISSN 0751-4417).